# Egiptinona
Las egiptinonas son quinonas diterpénicas que presentan un esqueleto transpuesto de abietano. Fueron aisladas del extracto antimicrobiano no polar de la planta Salvia aegyptiaca.

## Biosíntesis
Sabri y colaboradores propusieron la siguiente ruta biosintética para la egiptinona B:

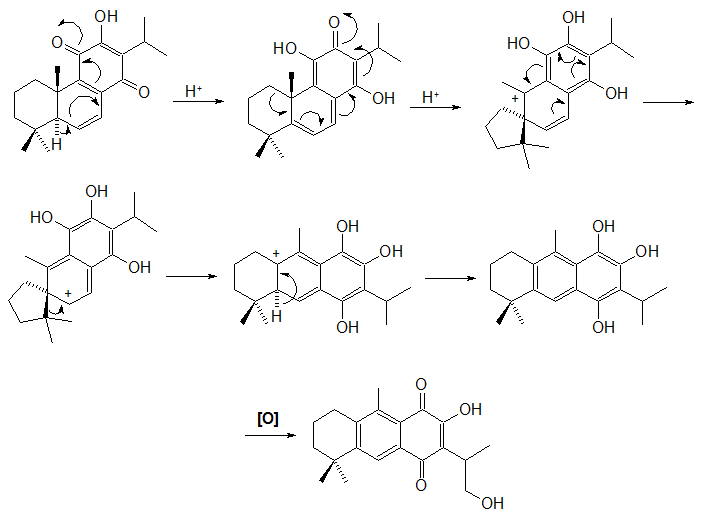
Biosíntesis propuesta de la egiptinona B de acuerdo a Sabri.